# Saison 2021-2022 du Stade de Reims
Maillots
Dernière mise à jour : 7/08/2021.
Chronologie
Saison précédente Saison suivante
La saison 2021-2022 du Stade de Reims est la 37e saison du club en Ligue 1. Le club est engagé dans deux compétitions : la Ligue 1 et la Coupe de France.

## Avant-saison

### Tableau des transferts
| Nom                | Nationalité | Poste     | Transfert           | Provenance/Destination      | Division           |
| ------------------ | ----------- | --------- | ------------------- | --------------------------- | ------------------ |
| Arrivées           |             |           |                     |                             |                    |
| Billal Brahimi     | France      | Milieu    | Retour de prêt      | Le Mans FC                  | Ligue 2            |
| Anastasios Donis   | Grèce       | Attaquant | Retour de prêt      | VVV Venlo                   | Eredivisie         |
| Hugo Ekitike       | France      | Attaquant | Retour de prêt      | Vejle BK                    | Superligaen        |
| Andreaw Gravillon  | France      | Défenseur | →Prêt               | Inter Milan                 | Serie A            |
| Ilan Kebbal        | France      | Défenseur | Retour de prêt      | USL Dunkerque               | Ligue 2            |
| Nicolas Penneteau  | France      | Gardien   | Transfert libre     | RSC Charleroi               | Pro league         |
| Départs            |             |           |                     |                             |                    |
| Thibault De Smet   | Belgique    | Défenseur | Prêt (Avec OA)      | K Beerschot VA              | Pro league         |
| Boulaye Dia        | France      | Attaquant | Transfert (15M€)    | Villarreal CF               | La Liga            |
| Mouhamadou Drammeh | France      | Milieu    | Transfert           | Vejle BK                    | Superligaen        |
| Scott Kyei         | France      | Attaquant | Transfert           | Jeunesse Esch               | Division Nationale |
| Nicolas Lemaître   | France      | Gardien   | Transfert définitif | US Quevilly-Rouen Métropole | Ligue 2            |
| Dario Maresic      | Autriche    | Défenseur | Prêt (Avec OA)      | LASK                        | Bundesliga         |
| Timothé Nkada      | France      | Attaquant | Prêt                | US Orléans                  | National           |
| Louis Pelletier    | France      | Gardien   | Transfert libre     | US Quevilly-Rouen Métropole | Ligue 2            |
| Logan Costa        | France      | Défenseur | Transfert libre     | Toulouse FC                 | Ligue 2            |
| Billal Brahimi     | France      | Milieu    | Transfert libre     | Angers SCO                  | Ligue 1            |

| Nom            | Nationalité | Poste  | Transfert | Provenance/Destination | Division    |
| -------------- | ----------- | ------ | --------- | ---------------------- | ----------- |
| Arrivées       |             |        |           |                        |             |
| Jens Cajuste   | Suède       | Milieu | Transfert | FC Midtjylland         | Superligaen |
| Départs        |             |        |           |                        |             |
| Mathieu Cafaro | France      | Milieu | Transfert | Standard de Liège      | Division 1A |

## Compétitions

### Ligue 1 Conforama

#### Classement
| Rang | Équipe            | Pts | J  | G  | N  | P  | Bp | Bc | Diff |
| ---- | ----------------- | --- | -- | -- | -- | -- | -- | -- | ---- |
| 10   | LOSC Lille T S    | 55  | 38 | 14 | 13 | 11 | 47 | 48 | −1   |
| 11   | Stade brestois 29 | 48  | 38 | 13 | 9  | 16 | 49 | 57 | −8   |
| 12   | Stade de Reims    | 46  | 38 | 11 | 13 | 14 | 43 | 44 | −1   |
| 13   | Montpellier HSC   | 43  | 38 | 12 | 7  | 19 | 49 | 61 | −12  |
| 14   | Angers SCO        | 41  | 38 | 10 | 11 | 17 | 44 | 55 | −11  |

## Effectif professionnel actuel
Le tableau suivant recense l'ensemble des joueurs faisant partie de l'effectif du Stade de Reims pour la saison 2021-2022.

## Statistiques

### Buteurs
|    | Buteur     | Ligue 1 | Coupe de France | Total | Min  | MJ |
| -- | ---------- | ------- | --------------- | ----- | ---- | -- |
| 1  | Ekitike    | 10      | 1               | 10    | 1277 | 23 |
| 2  | Faes       | 4       | 0               | 4     | 3270 | 36 |
| 3  | Munetsi    | 4       | 0               | 4     | 1614 | 21 |
| 4  | Cassamá    | 2       | 0               | 2     | 853  | 18 |
| 5  | Abdelhamid | 2       | 0               | 2     | 3014 | 34 |
| 6  | Cajuste    | 2       | 0               | 2     | 432  | 8  |
| 7  | Touré      | 2       | 0               | 2     | 1062 | 19 |
| 8  | Mbuku      | 1       | 0               | 1     | 1526 | 32 |
| 9  | Foket      | 1       | 0               | 1     | 1972 | 26 |
| 10 | Kebbal     | 1       | 0               | 1     | 1854 | 32 |
| 11 | Koffi      | 1       | 0               | 1     | 469  | 12 |
| 12 | Konan      | 1       | 0               | 1     | 2422 | 28 |
| 13 | Locko      | 1       | 0               | 1     | 1080 | 24 |
| 14 | Flips      | 1       | 0               | 1     | 1283 | 26 |
| 15 | Matusiwa   | 1       | 0               | 1     | 2319 | 27 |
| 16 | Adeline    | 0       | 1               | 1     | 428  | 10 |
| 17 | Hornby     | 0       | 1               | 1     | 180  | 7  |
| 18 | Busi       | 1       | 0               | 1     | 386  | 10 |
| 19 | Zeneli     | 1       | 0               | 1     | 335  | 7  |